# Friedrich Spielhagen
Friedrich Spielhagen (Magdeburg, 1829 — Berlín, 1911) va ser un novel·lista d'idees liberals, va ser seguidor del moviment Jove Alemanya. Les seves obres constitueixen un valuós document sobre la vida a l'Alemanya de la segona meitat del segle xix. Va escriure Problematische Naturen (‘Natures problemàtiques', 1861), Hammer und Amboss (‘Martell i enclusa’, 1869) i Sturmflut (‘Marejada’, 1877).